# Eerste Steenwijker Kunst Aardewerk Fabriek

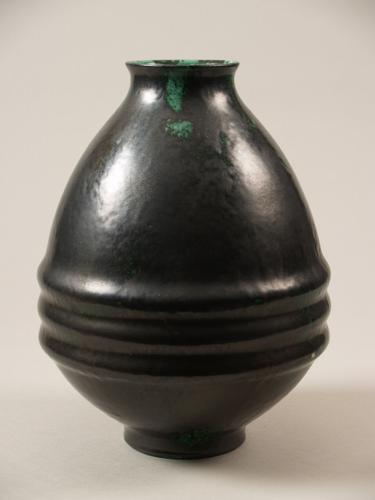
Vaas, model 306, met groen-zwart gevlekt decor ontworpen door Cornelis van der Sluys for ESKAF, 1927-34.

De Eerste Steenwijker Kunst Aardewerk Fabriek (ESKAF) was van 1919 tot 1934 een Nederlandse aardewerkfabriek. De fabriek werd opgericht door Hilbrand Ras en Hein Krop in Steenwijk met het doel om kunstaardewerk te maken dat voor iedereen betaalbaar zou zijn. Van 1919 tot 1921 werkte W.H. van Norden bij ESKAF. Daarna ging hij weer terug naar Plateelfabriek De Distel. Veel verschillende kunstenaars hebben voor ESKAF ontwerpen gemaakt, onder wie Hildo Krop, de zoon van de oprichter. De fabriek in Steenwijk werd in 1927 geliquideerd. Het bedrijf werd in Huizen gevestigd maar in 1934 definitief opgeheven.
De vormen van ESKAF, hebben een monumentaal karakter en zijn vaak ongedecoreerd en in een tint gehouden. Ze passen binnen de Nederlandse uiting van het expressionisme, de Amsterdamse School.

## Geschiedenis
In april 1919 werd het bedrijf met Ras als financieel en algemeen directeur en met Hein Krop als president-commissaris en als technisch directeur, de uit Duitsland afkomstige A. A. Schröder (1861 – 1921) officieel opgericht. In 1918 vormde Hillebrand Ras (1878 - 1941) en zijn oom Hein Krop (1851 - 1938) het plan om een keramiek bedrijf te beginnen. Ras was tekenleraar en eigenaar van een verf- en behangwinkel. Krop was banketbakker geweest en toen wethouder van Steenwijk. 
De fabriek werd aan de toenmalige Spoorlaan gebouwd en eind 1919 afgeleverd. De productie begon in begin 1920. De officiële opening was in oktober 1920.

### Ontwerpers
Een van de eerste model- en decorontwerpers van het bedrijf was W.H. van Norden (1883 - 1978), afkomstig van de Amsterdamse aardewerkfabriek De Distel. Ook Hildo Krop (1884 - 1970) leverde modellen voor de fabriek. 
Verder waren Cornelis van der Sluys (1881 - 1944), Jan Hessel de Groot (1864-1932), Jacob Jongert (1883 - 1942) en de glas in loodontwerper Willem Bogtman (1882 - 1955) werkzaam voor de fabriek. Het aardewerk had een speciaal scarabee-stempel.

### Modellen
De eerste modellen, veelal in traditionele en gangbare vormen zijn ontworpen door Willem van Norden, die zo’n anderhalf jaar als vaste medewerker bij de ESKAF betrokken was. Deze groep omvat een breed scala aan vormen, met een nadruk op ronde buikige vaasjes en kannetjes. Daar naast komen cilinder-, fles- en trechtervormige vazen voor en schalen uiteenlopend van vrijplat tot sterk komvormig. De meeste modellen zijn stevig en afgezien van de gebruikelijke grepen aan kannen, zijn er nauwelijks modellen met sierlijk gebogen dunne oren, of modellen met versieringen in reliëf meegegoten.
De beeldhouwer Hildo Krop, was eveneens vanaf het begin bij de fabriek betrokken. Ongetwijfeld zou zijn vader Hein Krop, de eerste directeur, hem hebben verzocht een aantal ontwerpen te maken voor zijn nieuwe onderneming. In die tijd was Hildo Krop al een bekend beeldhouwer. Hij werkte mee aan de bouw van het Amsterdamse Scheepvaarthuis en kwam daarna in dienst van de gemeente Amsterdam, waarvoor hij talloze werken uitvoerde. De band met zijn familie en met vrienden uit Steenwijk bleef echter sterk.

### Opheffing
Potterie De Driehoek (Huizen, 1935 - 1987) is voortgekomen uit de Eerste Steenwijker Kunst-Aardewerk Fabriek.

## Bron
- Eerste Steenwijker Kunst-Aardewerkfabriek ESKAF door Wim Spitzen en Antoine Verschuuren